# Egyházashollós
Egyházashollós község Magyarország nyugati részén, Vas vármegyében, a Körmendi járásban terül el.

## Fekvése
A helység egyediséget a kedvező földrajzi fekvés, azaz Ausztria közelsége és a tiszta, nyugodt környezet adja. A községet a Budapest felé kapcsolatot biztosító 8-as főút szeli ketté, a Rába folyó a falu határán folyik. A település nyugaton a körmendi és szentgotthárdi kistérség mellett terül el, északon a szombathelyi, keleten a vasvári, délen a zalaegerszegi és az őriszentpéteri kistérség szomszédja.
A szomszédos települések: észak felől Nemesrempehollós, kelet felől Rábahídvég, délkelet felől Kismákfa, dél felől Nagymákfa [közigazgatásilag mindkét utóbbi község Vasvárhoz tartozik], nyugat felől pedig Molnaszecsőd. Területe délnyugat felől pontszerűen érinti Döröske határszélét, illetve ebben az irányban érintkezik még az amúgy kissé távolabb fekvő Döbörhegy északi határával is.

### Megközelítése
A már említett 8-as főút a község legfontosabb közúti elérési útvonala, az ország belsőbb részei és Ausztria felől egyaránt. Az északi szomszédságában fekvő településekkel a 8705-ös út kapcsolja össze.
Vasútvonal nem érinti, a két legközelebbi vasúti csatlakozási lehetőséget a Szombathely–Nagykanizsa-vasútvonal Püspökmolnári vasútállomása, illetve a Szombathely–Szentgotthárd-vasútvonal Körmend vasútállomása kínálja; az előbbi mintegy 7, utóbbi bő 9 kilométerre helyezkedik el a község központjától.

## Története
A község 1937-ben keletkezett Egyházashollós és Hidashollós egyesítésével. Hollós első okleveles említése 1221-ből származik. A falu belterületének déli határát a Rába folyó, míg közigazgatási területének déli peremét a Csörnöc-Herpenyő jelöli ki a Rába-völgy délnyugati részén. Az 1997-ben helyreállított templom az Árpád-korban épült, a község ennek köszönheti az „Egyházas” előtagot. A Hidashollós falunév egy régi Rába-híddal kapcsolatos emlék. A községben felső tagozatos általános iskola funkcionált, 25 személyes óvoda, könyvtár, háziorvosi és védőnői szolgálat működik. Két civil szervezet szorgoskodott korábban: a Vöröskereszt helyi szervezete és az Egyházashollós Község Töretlen Fejlődéséért Közalapítvány.

## Közélete

### Polgármesterei
- 1990–1994: Simon József (FKgP)[3]
- 1994–1998: Simon József (független)[4]
- 1998–2001: Porpáczi István (független)[5]
- 2001–2002: Török Imre (független)[6][7]
- 2002–2005: Török Imre (független)[8]
- 2005–2006: Büki Zoltán (Fidesz)[9]
- 2006–2009: Büki Zoltán (Fidesz)[10]
- 2009–2010: Németh Tamás (független)[11]
- 2010–2014: Németh Tamás (független)[12]
- 2014–2019: Németh Tamás (független)[13]
- 2019–2024: Németh Tamás (független)[14]
- 2024– : Németh Tamás (független)[1]

A településen 2001. május 13-án időközi polgármester-választást tartottak, az előző polgármester lemondása miatt.
A következő önkormányzati ciklus háromnegyede táján, 2005. október 2-án újból időközi polgármester-választást kellett tartani a községben, ezúttal is az addigi faluvezető lemondása okán.
Négy évvel később, 2009. július 12-én pedig – szinte már menetrendszerűen – újra időközi választás színhelye volt a település, s ennek oka ezúttal is az addigi polgármester távozása volt.

## Népesség
A település népességének változása:
| Lakosok száma | 546  | 568  | 556  | 528  | 540  | 528  | 519  |
|               | 2013 | 2014 | 2015 | 2021 | 2022 | 2023 | 2024 |

A 2011-es népszámlálás során a lakosok 93,2%-a magyarnak, 4,7% németnek, 0,2% cigánynak, 0,2% szlovénnek, 0,2% örménynek mondta magát (6,8% nem nyilatkozott; a kettős identitások miatt a végösszeg nagyobb lehet 100%-nál). A vallási megoszlás a következő volt: római katolikus 65,1%, református 18,2%, evangélikus 1,1%, felekezet nélküli 3,1% (11,5% nem nyilatkozott).
2022-ben a lakosság 95%-a vallotta magát magyarnak, 1,7% németnek, 0,6% egyéb, nem hazai nemzetiségűnek (4,6% nem nyilatkozott; a kettős identitások miatt a végösszeg nagyobb lehet 100%-nál). Vallásuk szerint 53,1% volt római katolikus, 15% református, 1,3% evangélikus, 0,6% görög katolikus, 3,3% egyéb keresztény, 0,7% egyéb katolikus, 3,5% felekezeten kívüli (22,4% nem válaszolt).

## Nevezetességei
- Árpád-kori eredetű római katolikus templom:

Szent Anna-templom
A templom körül temető volt. Az első templom még a román korban épült, feltehetően a 13. században, akkor Szent Miklós volt a védőszentje. 13. századi az északi falban feltárt két félköríves záródású résablak. A tornyon lévő lóherealakú ablakok és a támpillérek tanúsága szerint a torony már 15. századi, gótikus stílusú. 1560-tól Kálvin követői használják. 1766-ban a már rekatolizált és romos templomot helyreállították barokk stílusban. 1850-ben kelet felé megnagyobbították klasszicista részletképzéssel. A keletelt templom egyhajós, nyugati homlokzata előtt toronnyal, félköríves szentélyzáródású. A román templom maradványa bizonyítottan csak az északi falban található.
- Harangláb

- Trianon-emlékmű[20]

- 1952-ben Hortobágyra kitelepített egyházashollósiak emlékére állított kopjafák.

- Első  világháborús emlékmű

- Mukucs-pataki kavicsbánya

- Hollósi horgásztó (2 ha)

## Nevezetes személyek
- Itt született Hidashollóson 1928. szeptember 28-án Joó István geodéta, térképész.